# Sporobolus buckleyi
Sporobolus buckleyi är en gräsart som beskrevs av George Vasey. Sporobolus buckleyi ingår i släktet droppgräs, och familjen gräs. Inga underarter finns listade i Catalogue of Life.